# 레마네아과
레마네아과(Lemaneaceae)는 진정홍조강 개구리알말목에 속하는 홍조류과의 하나이다. 5속 72종으로 이루어져 있다.

## 하위 속
- Apona
- Chantransia
- 레마네아속 (Lemanea)
- Paralemanea
- Sacheria